# ماي أليسون (رياضية)
ماي أليسون هي منافسة ألعاب القوى كندية، ولدت في 29 أكتوبر 1964 في تورونتو في كندا.

## وصلات خارجية
- ماي أليسون على موقع الاتحاد الدولي لألعاب القوى (الإنجليزية)
- ماي أليسون على موقع الاتحاد الكندي لألعاب القوى (الإنجليزية)
- ماي أليسون على موقع اللجنة الأولمبية الدولية (الإنجليزية)
- ماي أليسون على موقع أوليمبيديا (الإنجليزية)
- ماي أليسون على موقع اللجنة الأولمبية الكندية (الإنجليزية)